# Mariglianella
Mariglianella község (comune) Olaszország Campania régiójában, Nápoly megyében. 

## Fekvése
Nápolytól 20 km-re északkeletre fekszik. Határai: Brusciano és Marigliano.

## Története
A település első említése a Catalogus Baronumból származik. A Marigliano név kicsinyítő képzős változata, valószínű, hogy ezen település részeként alakult ki. Önálló községgé a 19. század elején vált, amikor a Nápolyi Királyságban felszámolták a feudalizmust. 1927-ig Caserta megye része volt. 

## Népessége
A népesség számának alakulása:

## Főbb látnivalói
- San Giovanni Evangelista-templom